# Caesars
Cet article possède un paronyme, voir Caesar.
Caesars est un groupe suédois de rock alternatif. Il est d'abord connu sous le nom de Caesars Palace dans son pays natal, ou encore Twelve Caesars dans le reste de la Scandinavie. Le groupe est en pause depuis 2012.
Ils sont notamment connus pour leur titre Jerk It Out (en) en 2002.

## Biographie
Le groupe est initialement formé en 1995 sous le nom de Caesars Palace, qui sera par la suite changé pour éviter tout conflit avec l'hôtel de Las Vegas. Il est formé par deux amis, César Vidal et Jocke Åhlund. Ceux-ci sont rejoints après par David Lindqvist et Jens Örjenheim. Mais Jens décide de quitter le groupe, et est remplacé par Nino Keller. 
Leurs trois premiers albums ne se sont vendus qu'en Scandinavie mais ils se sont fait connaitre en dehors de celle-ci grâce à leur chanson Jerk It Out (en) qui s'est répandue entre autres par la publicité à la télévision. Depuis, le single est entré dans les meilleures ventes et les titres de Paper Tigers sont joués sur différentes radios. Le morceau est aussi repris dans les jeux vidéo FIFA Football 2004, les jeux Wii Just Dance et Dance Dance Revolution SuperNova, et dans la version Wii de Samba de Amigo comme contenu téléchargeable. En 2005, Jerk It Out est repris par Apple pour la promotion de son baladeur iPod Shuffle et pour Renault (2009). Le morceau est issu inclus dans leurs albums 39 Minutes of Bliss (In an Otherwise Meaningless World), Paper Tigers, et Love for the Streets (en).
Leur sixième album, intitulé Strawberry Weed, est publié le 5 mars 2008 en Scandinavie. Le double-album de 24 pistes est produit par Ebbot Lundberg de Soundtrack of Our Lives. Contrairement aux deux précédents opus, le guitariste Joakim Åhlund et le batteur Nino Keller partagent les morceaux vocaux avec César Vidal.
Dans un entretien avec Sveriges Radio P3 le 13 février 2012, Joakim Åhlund annonce une pause du groupe jusqu'à nouvel ordre.

## Membres

### Membres actuels
- César Vidal – guitare, chant
- David Lindqvist – basse
- Nino Keller – batterie (2000–2012)
- Klas Åhlund – claviers, autres instruments sur les premiers albums
- Jocke Åhlund - guitare, chant

### Ancien membre
- Jens Örjenheim – batterie (1998–2000)

## Discographie

### Albums studio
- 1998 : Youth Is Wasted on the Young
- 2000 : Cherry Kicks
- 2002 : Love for the Streets (en)
- 2003 : 39 Minutes of Bliss (In an Otherwise Meaningless World)
- 2005 : Paper Tigers
- 2008 : Strawberry Weed

### Singles
- 1995 : Shake It (premier single qui contient trois chansons : Shake It, Odd Job et Born Cool)
- 2003 : Jerk It Out (réédité le 18 avril 2005)